# Diachrysia coreae
Diachrysia coreae là một loài bướm đêm trong họ Noctuidae.